# Autoroute A2 (Portugal)
Pour les articles homonymes, voir Autoroute A2 et Autoroute du Sud.

L'autoroute portugaise A2 (en portugais : Autoestrada A2) est une autoroute qui relie Lisbonne à l'Algarve en passant par Setúbal, Alcácer do Sal, Grândola, Aljustrel et Almodôvar. D'une longueur de 240 kilomètres, elle relie la capital du Portugal au sud du pays. Celle-ci fait partie de l'itinéraire de la route européenne 1.
Il s'agit d'une autoroute payante, concédée à Brisa. Au 1er septembre 2018, le coût du péage pour un véhicule léger (catégorie 2) entre Lisbonne et l'A22 s'élevait à 36,25 Euros .

## Historique des ouvertures
| Tronçon                       | Mise en service | Longueur |
| ----------------------------- | --------------- | -------- |
| Lisbonne – Almada             | août 1966       | 6 km     |
| Almada – Fogueteiro           | 1966            | 9,6 km   |
| Fogueteiro – Palmela          | 1978            | 20,4 km  |
| Palmela – Marateca            | 1994            | 19,3 km  |
| Marateca –                    | 1995            | 2,3 km   |
| – Alcácer do Sal              | 1997            | 24,8 km  |
| Alcácer do Sal – Grândola-Sud | 1998            | 38 km    |
| Grândola-Sud – Castro Verde   | 2001            | 58,3 km  |
| Castro Verde –                | 2002            | 62 km    |

## Description du tracé
|                                   | Dénomination                     | Destinations | BK    | Bandes                               |
| --------------------------------- | -------------------------------- | ------------ | ----- | ------------------------------------ |
|                                   | Lisbonne                         |              | 0,0   | 2×3                                  |
|                                   | Port de Lisbonne                 |              | 0,0   | 2×3                                  |
|                                   | Pont du 25 Avril                 |              | 0,0   | 2×3                                  |
| Gare de péage du Pont du 25 Avril |                                  |              |       |                                      |
| 1                                 | Almada                           |              | 0,0   | 2×3                                  |
|                                   | Seixal                           |              | 9,0   | 2×3                                  |
| 2                                 | Fogueteiro N 10 N 378            |              | 0,0   | 2×3                                  |
| Gare de péage de Coina            |                                  |              |       |                                      |
| 3                                 | Coina                            |              | 0,0   | 2×3                                  |
|                                   | Palmela                          |              | 31,0  | 2×3                                  |
| 4                                 | Palmela N 252                    |              | 0,0   | 2×3                                  |
| 5                                 | Palmela                          |              | 0,0   | 2×2                                  |
| 6                                 | Marateca N 10                    |              | 0,0   | 2×2                                  |
| 7                                 | Landeira                         |              | 0,0   | 2×2                                  |
|                                   | Alcácer do Sal                   |              | 69,0  | 2×2                                  |
| 8                                 | Alcácer do Sal IC 1 N 5          |              | 0,0   | 2×2                                  |
| 9                                 | Grândola-Nord IC 33              |              | 0,0   | 2×2                                  |
|                                   | Grândola                         |              | 107,0 | 2×2                                  |
| 10                                | Grândola-Sud IC 1 N 259          |              | 0,0   | 2×2                                  |
| 11                                | Aljustrel N 261                  |              | 0,0   | 2×2                                  |
|                                   | Aljustrel                        |              | 144,0 | 2×2                                  |
| 12                                | Castro Verde N 123               |              | 0,0   | 2×2                                  |
| 13                                | Almodôvar N 393                  |              | 0,0   | 2×2 (2×3 dans le Serra do Caldeirão) |
|                                   | Almodôvar                        |              | 187,0 | 2×2 (2×3 dans le Serra do Caldeirão) |
| 14                                | São Bartolomeu de Messines N 124 |              | 0,0   | 2×2                                  |
| Gare de péage de Paderne          |                                  |              |       |                                      |
| 15                                | Paderne                          |              | 0,0   | 2×2                                  |

## Statistiques de fréquentation
| Pont du 25 Avril – Almada       |
| Almada – Fogueteiro             |
| Fogueteiro – Coina              |
| Coina – Palmela                 |
| Palmela –                       |
| – Marateca                      |
| Marateca –                      |
| – Alcácer do Sal                |
| Alcácer do Sal – Grândola-Norte |
| Grândola-Norte – Grândola-Sul   |
| Grândola-Sul – Aljustrel        |
| Aljustrel – Castro Verde        |
| Castro Verde – Almodôvar        |
| Almodôvar – S.B. Messines       |
| S.B. Messines –                 |

## Galerie d'images

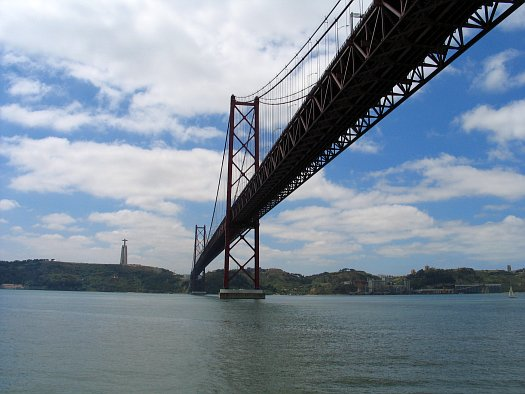
Le Pont du 25 Avril constitue l'extrémité nord de l'autoroute A2 à Lisbonne.
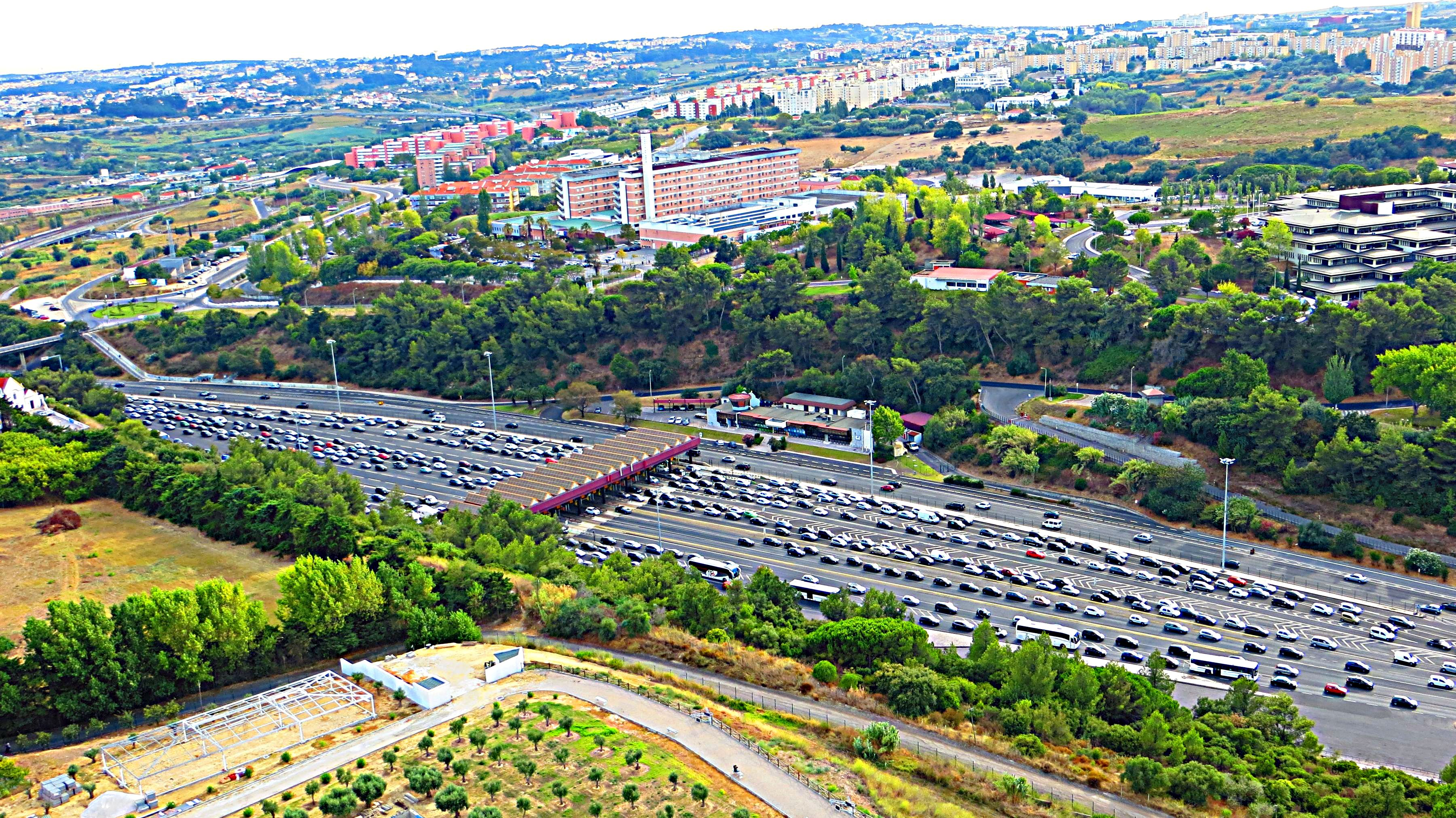
Gare de péage au sud du Pont du 25 Avril.
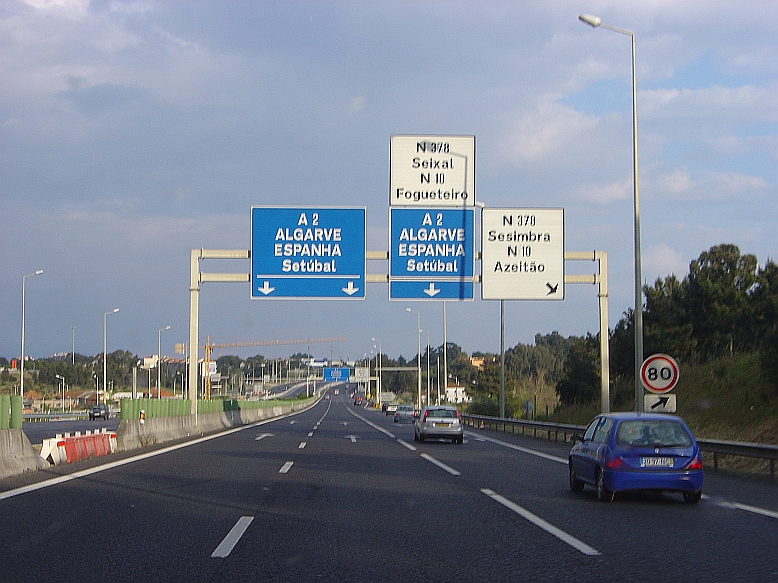
L'A2 à proximité de Seixal.